# Der Untergang des Leopardenreiches
Der Untergang des Leopardenreiches (Originaltitel: Gli invincibili fratelli Maciste) ist ein 1964 von Roberto Mauri gedrehter mythologischer Abenteuerfilm aus italienischer Produktion. Erst zehn Jahre später, am 24. Mai 1974, hatte der Film seine Erstaufführung im deutschsprachigen Raum.

## Handlung
Während des Baus eines Tempels, den Prinz Akim mit seiner Verlobten Jana und mit Hilfe der Brüder Maciste errichtet, lässt die böse Königin eines unterirdischen Reiches, Thaliade, Jana entführen. Die Macistes entdecken ihre Spur; einer informiert Akim, der andere wird von Leopardenmännern angegriffen und in das Reich verschleppt, wo er trotz seiner Kraft mit einem Trank unter den Willen Thaliades gezwungen wird.
Akim trifft in der Unterwelt ein; Thaliade verspricht die Freiheit Janas und aller Gefangener, falls Akim sie heiratet. Der mittlerweile ebenfalls angekommene Maciste I versucht seinen Bruder zu befreien, kommt jedoch gegen die Zaubertränke Thaliades erst an, als deren ehemalige Dienerin Nicé ihm zur Seite steht. Beide Brüder besiegen die Leopardenmänner und erreichen den Tempel, wo gerade die Hochzeit von Thaliade und Akim stattfindet. Maciste I bringt die Stabilität des Reiches durcheinander, Maciste II führt die Gefangenen in die Freiheit, Thaliade geht mit ihrem Reich unter.

## Kritik
„Unsagbar einfältiger Monumental-Abenteuerfilm mit zahllosen Toten vor billigen Pappkulissen und noch billigerer Mythologie“, schreibt das Lexikon des internationalen Films, „ein Sommerfilmchen mit so viel Pappmaché, dass man am Ende gar die zuckenden Bizepse der Macistes als solche verdächtigt“, meinte der Corriere della Sera.